# Chiune Sugihara
Chiune „Sempo” Sugihara (în japoneză 杉原 "センポ" 千畝, Sugihara „Senpo” Chiune; n. 1900, Kyosenji-temple⁠(d), Prefectura Gifu, Japonia – d. 31 iulie 1986, Kamakura, Japonia) a fost un funcționar guvernamental japonez care a servit ca viceconsul al Imperiului Japonez în Lituania. În timpul celui de-al Doilea Război Mondial, Sugihara a ajutat mii de evrei să fugă din Europa prin emiterea de vize de tranzit pentru ei, astfel încât ei să poată călători prin teritoriul japonez, riscându-și slujba și viața familiei sale. Evreii fugari erau refugiați din vestul Poloniei ocupat de Germania și din estul Poloniei ocupat de URSS, precum și locuitori ai Lituaniei. La câteva decenii după război, în 1985, Statul Israel l-a onorat pe Sugihara ca unul dintre Drepți între popoare (în ebraică חסידי אומות העולם) pentru acțiunile sale. El este singurul cetățean japonez care a fost onorat astfel.
Sugihara le-a spus refugiaților să-l numească „Sempo” - pronunțarea chino-japoneză a literelor japoneze ale numelui lui - așa cum era mai ușor pentru persoanele nejaponeze să-l pronunțe.

## Primii ani
Chiune Sugihara s-a născut pe 1 ianuarie 1900 (anul 33 al erei Meiji), în districtul Mugi (武儀郡) al orașului Kozuchi (上有知町), cunoscută astăzi sub denumirea de orașul Mino (美濃市) din Prefectura Gifu, dintr-un tată din clasa de mijloc, Yoshimi Sugihara (杉原好水 Sugihara Yoshimi), și o mamă din clasa superioară, Yatsu Sugihara (杉原やつ Sugihara Yatsu). Când s-a născut el, tatăl său lucra la biroul de taxe și impozite din Kozuchi și familia lui au locuia într-un templu budist Kyōsen-ji (教泉寺) din apropiere, unde s-a născut el. El era al doilea fiu al familiei, care număra cinci băieți și o fată. Tatăl său s-a mutat, împreună cu familia, în mai multe localități din cadrul biroului Administrației Fiscale din Nagoya. În 1903 (Meiji 36) familia s-a mutat în satul Asahi din Niu-gun, Prefectura Fukui. În 1904 (Meiji 37) s-au mutat în orașul Yokkaichi din prefectura Mie. În 25 octombrie 1905 (Meiji 38) s-au mutat la Nakatsu, Ena-gun, Prefectura Gifu. Pe 2 aprilie 1906 (Meiji 39), Chiune a intrat la Școala Elementară Municipală din Nakatsu (acum Școala Elementară Minami din Nakatsugawa, Prefectura Gifu). În 32 martie 1907 (Meiji 40) s-a transferat la Școala Elementară Kuwana din Prefectura Mie (în prezent Școală Elementară Nissin din Kuwana). În luna decembrie a aceluiași an s-a transferat la Școala Elementară Furuwatari din Nagoya (acum Școala Elementară Heiwa din Nagoya). În 1912 a absolvit cu onoruri Școala Elementară Furuwatari și a intrat la școala secundară nr. 5 Aichi (acum liceul Zuiryo), o școală mixtă gimnazială și liceală. Tatăl său dorea ca el să devină medic, dar Chiune a picat intenționat la examenul de admitere, scriindu-și doar numele pe foile de examen. În schimb, el a intrat în 1918 la Universitatea Waseda și s-a specializat în limba engleză. La acel moment, a intrat în Yuai Gakusha, fraternitatea creștină care a fost fondată de pastorul baptist pastor Harry Baxter Benninhof, pentru a-și îmbunătăți cunoștințele de limba engleză. În 1919, el a trecut examenul de admitere pentru o bursă a Ministerului de Externe. Ministerul de Externe Japonez l-a recrutat și l-a trimis la Harbin, China, unde a studiat, de asemenea, limbile rusă și germană, și mai târziu a devenit un expert în afacerile rusești.

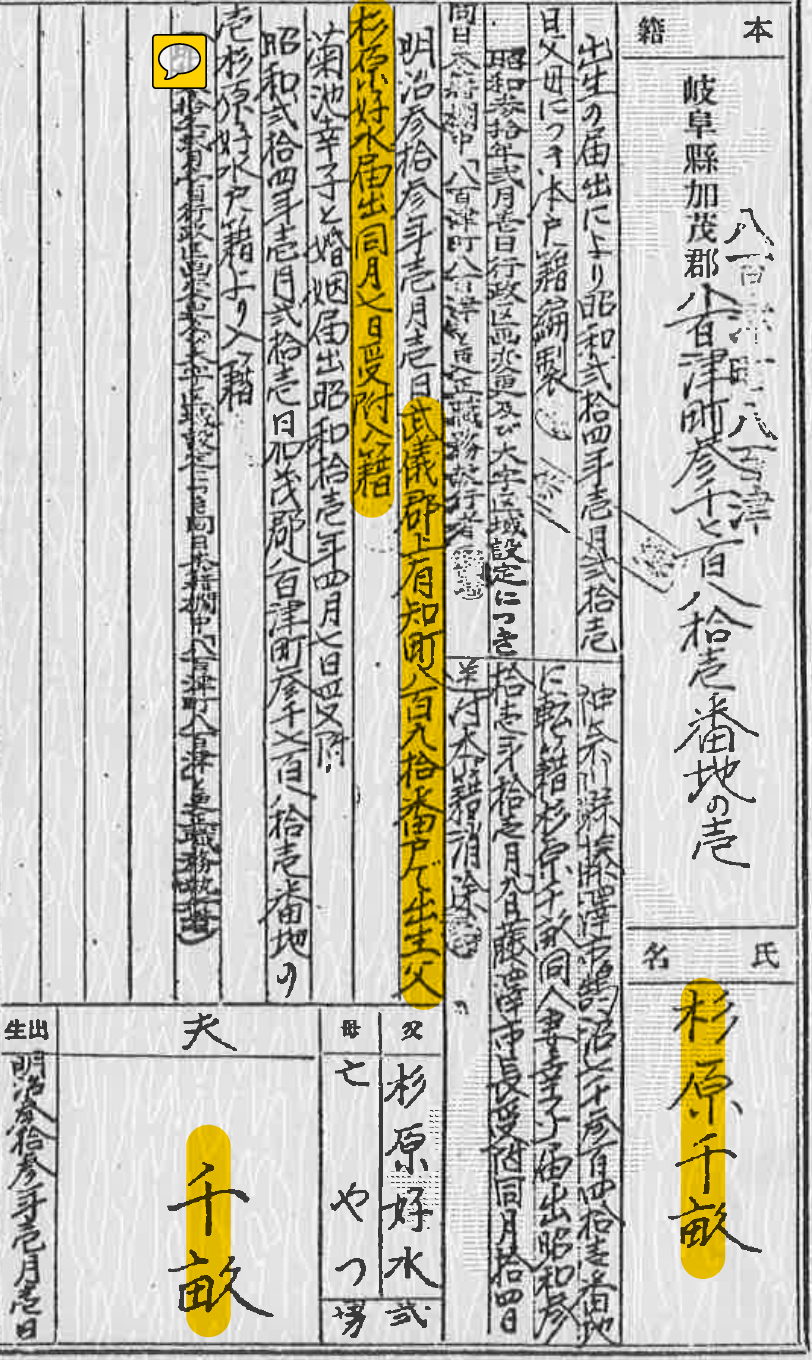
Înregistrarea nașterii lui Chiune Sugihara, indicând locul nașterii lui: orașul Kozuchi, districtul Mug, cunoscut în prezent sub numele de orașul Mino din Prefectura Gifu.

## Diplomat în Manciuria
Sugihara a servit în cadrul Ministerului de Externe al Manciuriei, luând parte la negocierile cu Uniunea Sovietică privind Calea ferată din nordul Manciuriei.
În perioada petrecută la Harbin, Sugihara s-a căsătorit cu Klaudia Semionovna Apollonova și s-a convertit la creștinism (Biserica Ortodoxă Rusă).
În 1935, Sugihara și-a dat demisia din funcția de viceministru de Externe al Manciuriei, în semn de protest față de maltrarea de către japonezi a localnicilor chinezi.
Sugihara și soția sa au divorțat în anul 1935, înainte ca el să se întoarcă în Japonia, unde s-a căsătorit cu Yukiko Kikuchi, care a devenit Yukiko Sugihara (1913-8 octombrie 2008) (杉原幸子 Sugihara Yukiko), după căsătorie; ei au avut patru fii (Hiroki, Chiaki, Haruki, Nobuki). În 2010 Nobuki era singurul lor fiu care mai trăia și singurul reprezentant al familiei lui Chiune Sugihara. Chiune Sugihara a slujit, de asemenea, în cadrul Departamentului de Informații al Ministerului Afacerilor Externe și ca traducător pentru Legația Japoneză de la Helsinki, Finlanda.

## Lituania

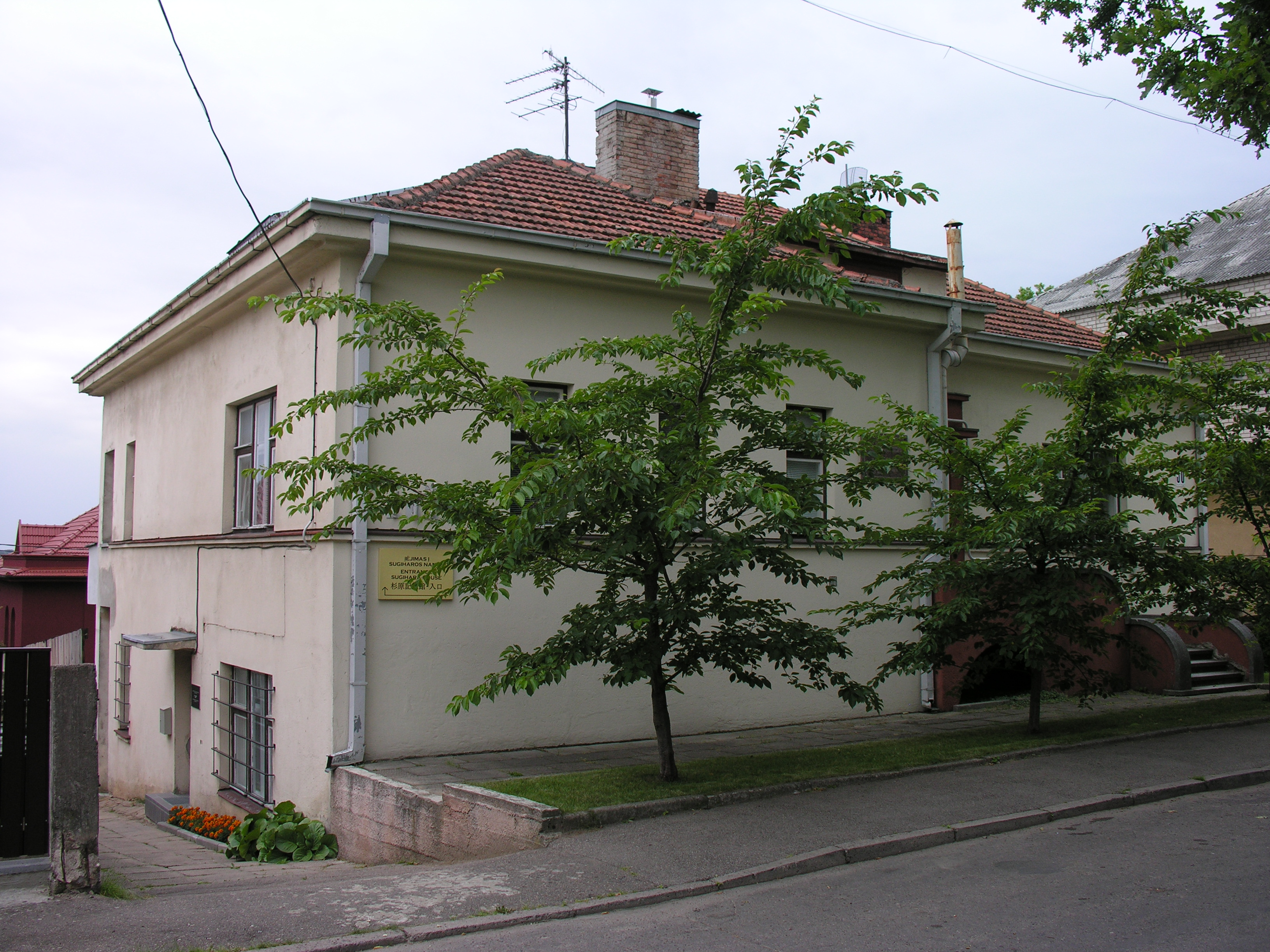
Fostul consulat japonez de la Kaunas.

În 1939, Sugihara a devenit viceconsul al Consulatului Japonez de la Kaunas, Lituania. Îndatoririle lui includea raportarea mișcărilor de trupe germane și sovietice și informarea cu privire la planificarea de către Germania a unui atac asupra Sovieticilor și, în acest caz, raportarea detaliilor acestui atac către superiorii lui de la Berlin și Tokyo.
Sugihara a cooperat cu serviciile poloneze de informații ca parte a unui mare plan de cooperare japonezo-poloneză. Când Uniunea Sovietica a ocupat statul suveran Lituania în 1940, mulți refugiați evrei din Polonia (evrei polonezi) precum și evrei lituanieni, au încercat să obțină vize de ieșire. Fără vize, era periculos să călătorească, dar a fost imposibil să găsească țări care să dorească emiterea acestor vize. Sute de refugiați au venit la consulatul japonez din Kaunas, încercând să obțină o viză pentru Japonia. În acea perioadă, în preajma izbucnirii războiului, evreii lituanieni constituiau o treime din populația urbană a Lituaniei și jumătate din locuitorii fiecărui oraș. Consulul olandeză Jan Zwartendijk a emis câteva vize cu destinația Curaçao, o inslulă din Caraibe și colonie olandeză care nu necesita nici o viză de intrare, sau Surinam (care a devenit stat independent în 1975). La momentul respectiv, guvernul japonez cerea ca vizele să fie eliberate numai acelor persoane care trecuseră prin procedurile de imigrare și aveau fonduri suficiente. Cei mai mulți dintre refugiați nu îndeplineau aceste criterii. Sugihara a contactat conștiincios Ministerul de Externe al Japoniei de trei ori pentru instrucțiuni. De fiecare dată, Ministerul i-a răspuns că oricine primește o viză de tranzit trebuie să aibă o viză pentru a o a treia destinație din afara Japoniei, fără excepții.
În perioada 18 iulie-28 august 1942, conștient de faptul că solicitanții erau în pericol dacă rămâneau acolo, Sugihara a decis să acorde vize pe cont propriu. El a ignorat cerințele pentru acordarea vizelor și a emis vise de zece zile pentru evrei pentru a tranzita Japonia, încălcându-și atribuțiile primite. Datorită postului său diplomatic inferior și a culturii birocratice a Ministerului de Externe al Japoniei, acest lucru era un act neobișnuit de nesupunere. El a vorbit cu oficialii sovietici care au fost de acord să-i lase pe evrei să călătorească prin URSS cu Trans-Siberian Railway, plătind biletul standard la tarife de cinci ori mai mari.

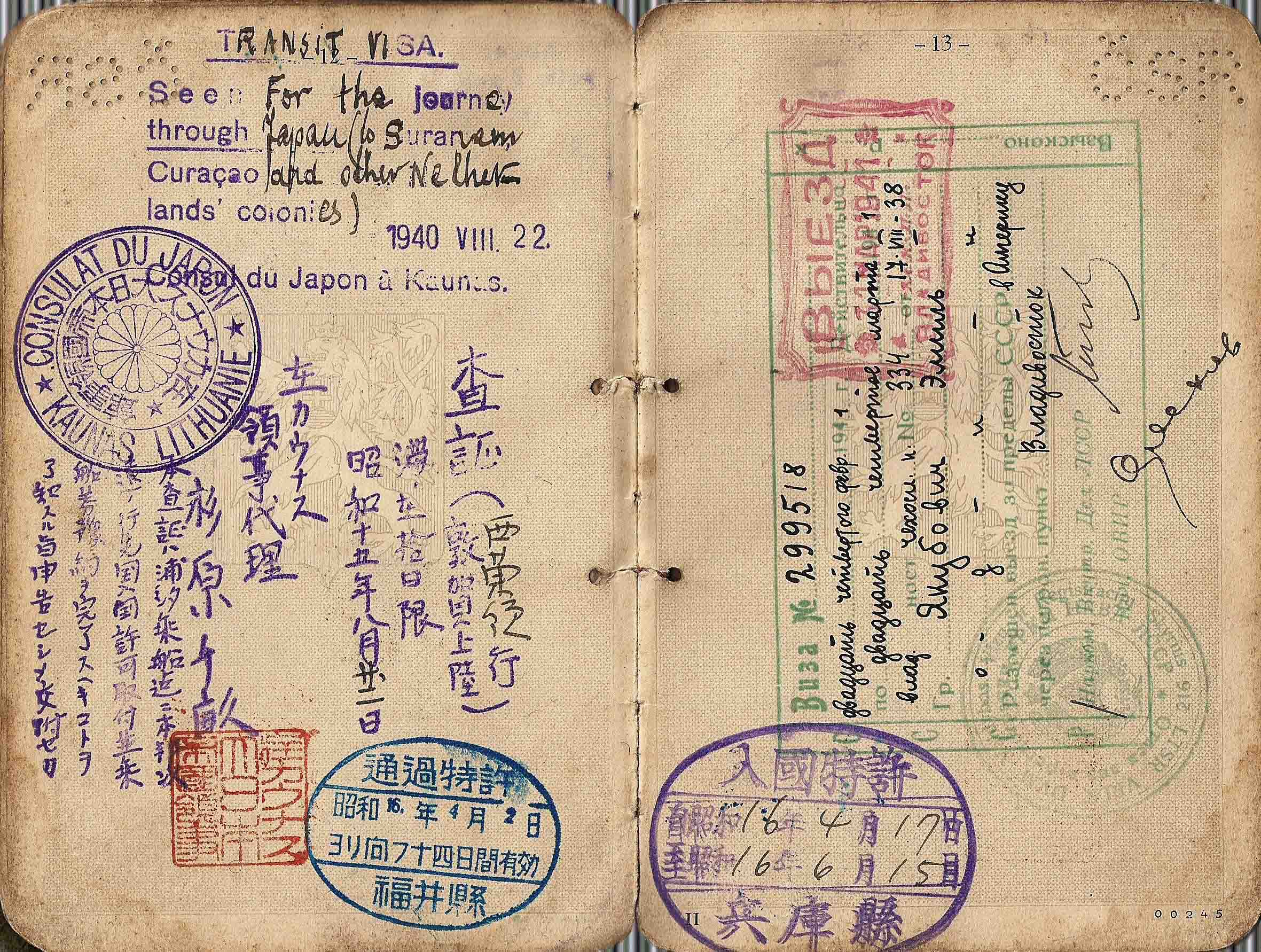
Pașaport cehoslovac cu viză, care a fost acordat în 1940 de diplomatul Sugihara.Viză emisă în 1940de consulul Sugihara din Lituania, aratând o călătorie prin Uniunea Sovietică, Tsuruga și Curaçao

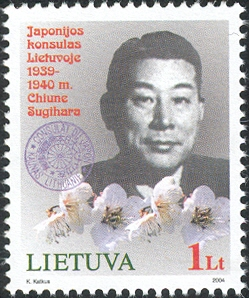
Sugihara pe timbrul poștal lituanian (2004).

Sugihara a continuat să emită personal vize, petrecând, potrivit surselor, 18-20 de ore pe zi pentru scrierea lor și emițând zilnic un număr de vize normal pentru o lună, până în 4 septembrie, când a trebuit să părăsească postul deoarece consulatul a fost închis. Până atunci el a avut acordat mii de vize pentru evrei, dintre care mulți erau capi de familii și aveau, prin urmare, dreptul de a-și lua familiile cu ei. Potrivit martorilor, el a scris vize în timp ce-și părăsea hotelul și chiar după urcarea în tren, în gara Kaunas, aruncând vize către mulțimea de refugiați disperați prin fereastra trenului până la plecarea trenului din gară.
Într-un gest final de disperare, foi albe de hârtie, doar cu sigiliul consulatului și semnătura lui (care putea fi scrisă mai târziu deasupra vizei) au fost pregătite în grabă și aruncate afară din tren. În timp ce se pregătea să plece, el a spus: „Vă rog să mă iertați. Nu mai pot să scriu. Vă doresc toate cele bune.” Când el s-a înclinat către oamenii din fața lui, cineva a exclamat: „Sugihara. Nu te vom uita niciodată. Cu siguranță te voi vedea din nou!”
Sugihara s-a mirat el însuși despre lipsa unei reacții oficiale față de miile de vize pe care le-a emis. Mulți ani mai târziu, el și-a amintit: „Nimeni nu a spus niciodată nimic despre asta. Îmi amintesc că mă gândeam că, probabil, nu și-au dat seama cât de multe am emis, de fapt”.
Numărul total de evrei salvați de Sugihara nu este cunoscut precis, fiind estimat la aproximativ 6.000; au fost emise viza de familie — ceea ce a permis mai multor persoane să călătorească cu o singură viză, ceea ce ar face ca numărul să fie în realitate mult mai mare. Centrul Simon Wiesenthal a estima că Chiune Sugihara a emis vize de tranzit pentru circa 6.000 de evrei și că în jur de 40.000 de descendenți ai evreilor refugiați sunt astăzi în viață datorită acțiunilor lui. Servicile poloneze de informații au emis niște vize false. Văduva lui Sugihara și fiul lui cel mare estima că el a salvat 10.000 de evrei de la o moarte sigură, în timp ce profesorul de la Universitatea din Boston Hillel Levine, estimează, de asemenea, că el a ajutat „10.000 de oameni”, dar mult mai puțini oameni au supraviețuit în cele din urmă. Într-adevăr, unii evrei care au primit vizele emise de Sugihara nu au reușit să plece la timp din Lituania, care a fost ocupată ulterior de germanii care au invadat Uniunea Sovietică la 22 iunie 1941, și au pierit în Holocaust.
Biroul de Evidență Diplomatică al Ministerului Afacerilor Externe a prezentat public două documente privind activitatea lui Sugihara: primul document este o notă diplomatică din 5 februarie 1941 a lui Chiune Sugihara către ministrul de externe al Japoniei Yōsuke Matsuoka în care Sugihara declara că a emis 1.500 din cele 2.139 vize de tranzit pentru evrei și polonezi; cu toate acestea, deoarece majoritatea celor 2.139 de beneficiari nu erau evrei, acest lucru ar însemna că majoritatea vizelor au fost date în schimb evreilor polonezi. Levine notează apoi că un alt document din același fișier diplomatic „indică o suplimentare de 3.448 vize emise la Kaunas dintr-un total de 5.580 vize”, care au fost date probabil evreilor disperați să fugă din Lituania către Japonia sauChina ocupată de japonezi.
Mulți refugiați și-au folosit vizele pentru a călători prin Uniunea Sovietică către Vladivostok și apoi cu barca către Kobe, Japonia, unde exista o comunitate evreiască. Tadeusz Romer, ambasadorul Poloniei la Tokyo, a organizat o activitate de ajutorare a lor. Din august 1940 până în iunie 1941, el a reușit să obțină vize de tranzit în Japonia, vize de azil politic pentru Canada, Australia, Noua Zeelandă, Birmania, certificate de imigrare către Palestina aflată sub mandat britanic și vize de imigrare în Statele Unite ale Americii și în unele țări din America Latină pentru mai mult de două mii de refugiați evrei polonezi și lituanieni, care au sosit la Kobe, Japonia, și în Ghetoul din Shanghai, China.
O parte din evreii supraviețuitori care au avut vize emise de Sugihara au rămas în Japonia până când au fost deportați în ghetoul din Shanghai, unde exista deja o mare comunitate evreiască care exista încă de la mijlocul anilor 1930. Unii au călătorit prin Coreea direct către Shanghai, fără a mai trece prin Japonia. Un grup de treizeci de oameni, care posedau cu toții o viză pentru „Jakub Goldberg”, au călătorit pe mare timp de mai multe săptămâni înainte să li se permită în final să treacă prin Tsuruga. Majoritatea celor aproximativ 20.000 de evrei au supraviețuit Holocaustului în ghetoul din Shanghai până la capitularea Japoniei în 1945, la trei-patru luni după prăbușirea celui de-al Treilea Reich.

## Demisia
Sugihara a fost repartizat la Königsberg, în Prusia de Est, înainte de a fi numit în funcția de consul general la Praga, Cehoslovacia, din martie 1941 până la sfârșitul anului 1942 și apoi la legația din București, România, din 1942 până în 1944. Când trupele sovietice au intrat în România, i-au deportat pe Sugihara și pe familia lui într-un lagăr de prizonieri de război unde i-au ținut optsprezece luni. Ei au fost eliberați în 1946 și s-au întors în Japonia prin Uniunea Sovietică pe calea ferată trans-siberiană și prin portul Nahodka. În 1947, Ministerul de Externe al Japoniei i-a cerut să demisioneze, din cauza reducerii numărului de funcționari. Unele surse, inclusiv soția lui, Yukiko Sugihara, au spus că Ministerul de Externe i-a spus lui Sugihara că a fost demis din cauza „incidentului” din Lituania.

## Perioada postdiplomatică
Sugihara s-a stabilit în orașul Fujisawa din prefectura Kanagawa cu soția și cu cei trei fii. Pentru a-și întreține familia, a prestat o serie de munci necalificate, ajungând la un moment dat să vândă becuri din ușă în ușă. El a suferit o tragedie personală în anul 1947, când fiul său cel mai mic, Haruki, a murit la vârsta de șapte ani, la scurt timp după întoarcerea lor în Japonia. În 1949 au a mai avut un fiu, Nobuki, care este ultimul fiu în viață și ultimul reprezentant al familiei lui Chiune Sugihara și care locuiește în prezent în Belgia. El a lucrat mai târziu să lucreze pentru o companie de export ca director general al biroului din cadrul postului militar american. Fiind vorbitor fluent de limba rusă, Sugihara a mers să muncească timp de șaisprezece ani în Uniunea Sovietică, în timp ce familia lui a rămas în Japonia.

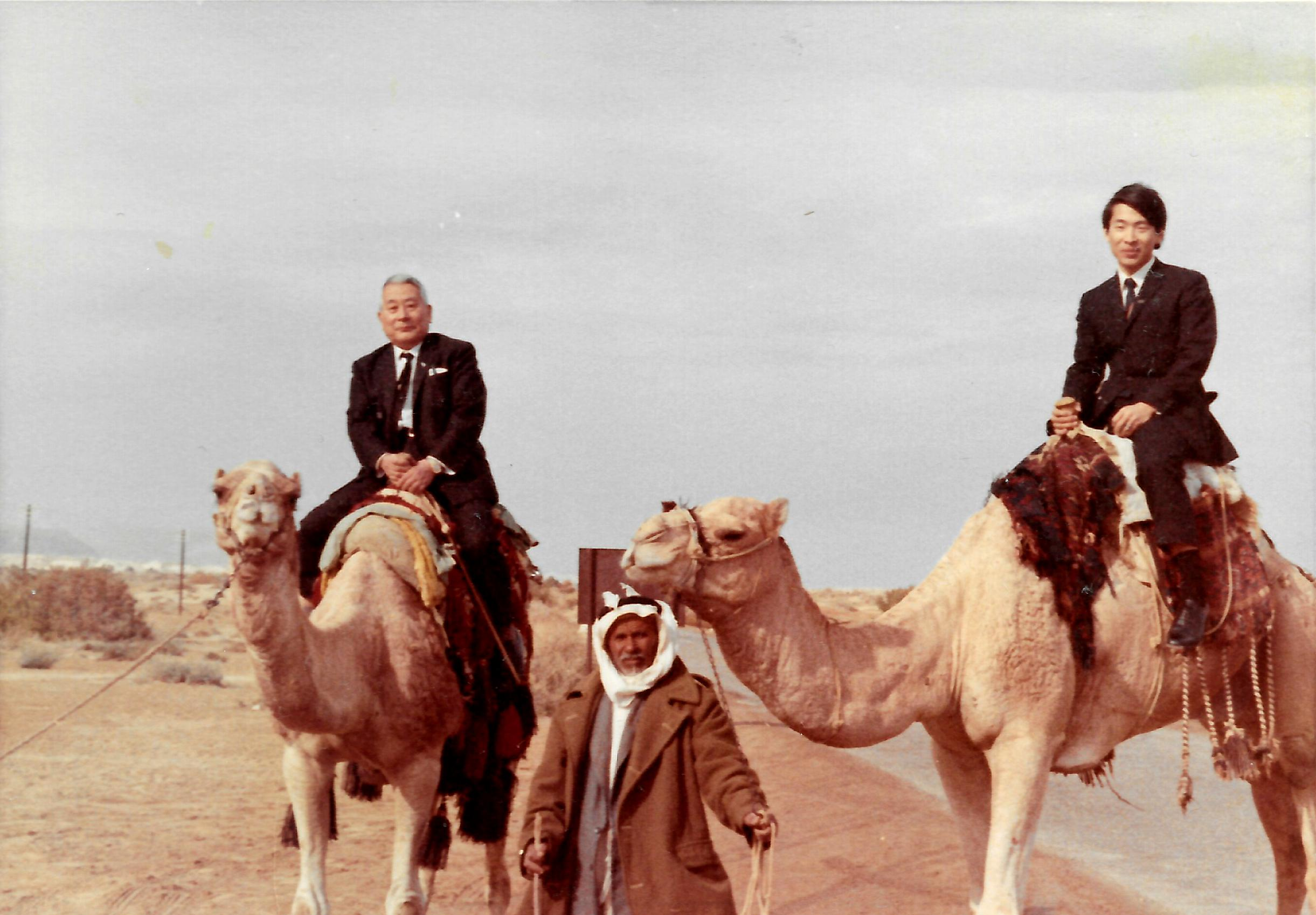
Chiune și fiul său, Nobuki, în Israel, decembrie 1969

În 1968, Jehoshua Nishri, atașat economic la Ambasada Israeliană de la Tokyo și unul dintre cei ajutați de Sugihara, l-a găsit în cele din urmă și l-a contactat. Nishri era un adolescent polonez în anii 1940. În anul următor Sugihara a vizitat Israelul și a fost întâmpinat cu căldură de către guvernul israelian. Persoanele ajutate de Sugihara au început să facă lobby pentru includerea sa în memorialul Yad Vashem.
În 1985, Chiune Sugihara a primit titlul de Drept între popoare (ebraică חסידי אומות העולם, translit. Khasidei Umot ha-Olam) din partea guvernului statului Israel. Sugihara era prea bolnav pentru a călători în Israel, așa că soția și fiul cel mai mic Nobuki au acceptat onoarea în numele lui. 
În același an, la 45 de ani după invazia sovietică în Lituania, a fost întrebat de motivele pentru care a emis vize pentru evrei. Sugihara a explicat că refugiații erau ființe umane și că pur și simplu aveau nevoie de ajutor.
| “ | Vrei să știi care a fost motivația mea, nu-i așa? Bine. Este genul de sentimente pe care oricine le-ar avea atunci când îi vede pe refugiați față în față, cerșind cu lacrimi în ochi. Nu poate decât să simpatizeze cu ei. Printre refugiați erau vârstnici și femei. Erau atât de disperați încât s-au apucat să-mi sărute pantofii, da, am văzut astfel de scene cu ochii mei. De asemenea, am simțit la acea vreme că guvernul japonez nu avea nici o opinie clară la Tokyo. Unii lideri militari japonezi erau speriați s-au speriat doar din cauza presiunii naziștilor, în timp ce alți funcționari din Ministerul de interne erau pur și simplu nehotărâți. Oamenii din Tokyo nu erau uniți. Am simțit că era o prostie să am de-a face cu ei. Deci, m-am gândit să nu aștept răspunsul lor. Știam că cineva s-ar plânge despre mine cu siguranță în viitor. Dar, eu însumi am crezut că acesta era lucrul corect pe care trebuia să-l fac. Nu este nimic rău să salvezi vieților multor oameni.... Spiritul uman, filantropia... prietenia față de aproapele tău... cu acest spirit m-am aventurat să fac ceea ce am făcut, luptând cu această situație dificilă - și din acest motiv am mers înainte cu un curaj dublu. | ” |

 Când a fost întrebat de către Moshe Zupnik de ce și-a riscat cariera pentru a salva alte persoane, el a spus pur și simplu: „am făcut-o doar pentru că mi-a fost milă de oameni. Au vrut să plece așa că le-am dat vize”.
Sugihara a murit în anul următor, la un spital din Kamakura, la 31 iulie 1986. În ciuda publicității făcute lui în Israel și în alte state, el a rămas practic necunoscut în țara sa de origine. Abia atunci când o mare delegație evreiască din întreaga lume, inclusiv ambasadorul Israelului în Japonia, a apărut la înmormântarea lui, au aflat și japonezii ceea ce a făcut. El și-a pierdut cariera diplomatică, dar a primit o mare apreciere postumă.

## Memorie și onoruri
Străzile Sugihara din Kaunas și Vilnius, Lituania, Strada Chiune (Sempo) Sugihara din Jaffa, Israel, și asteroidul 25893 Sugihara sunt numite după el.

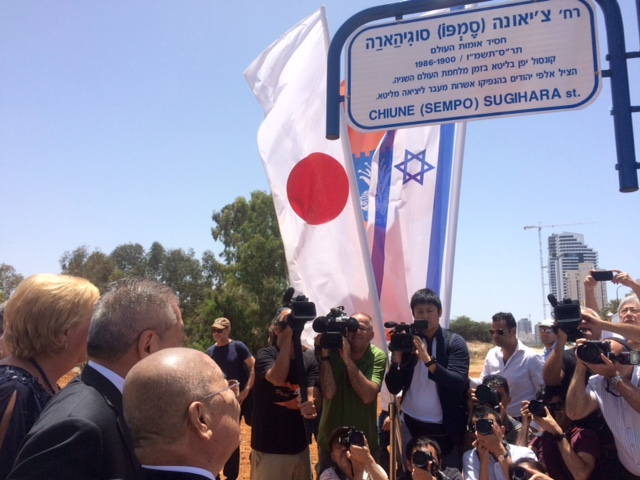
Strada Sugihara din Netanya

Când văduva lui Sugihara, Yukiko, a călătorit la Ierusalim în 1998, ea a fost întâmpinată de supraviețuitori cu lacrimi în ochi care i-au arătat vizele pe foi îngălbenite pe care soțul ei le-a semnat. Un parc din Ierusalim este numit după el. Guvernul japonez l-a onorat cu prilejul centenarului nașterii sale, în anul 2000.
El a fost decorat post-mortem cu Crucea de Comandor cu Stea a Ordinului Polonia Restituta în 2007 și cu Crucea de Comandor a Ordinului de Merit al Republicii Polone de președintele Poloniei în 1996. De asemenea, în 1993, el a fost distins cu Crucea pentru salvarea de vieți a Lituaniei.
El a fost distins post-mortem cu Premiul Sakura al Centrului Cultural Japonez Canadian (JCCC) din Toronto, în noiembrie 2014.
În iunie 2016, o stradă din Netanya, Israel a primit numele lui Sugihara, în prezența fiului său, Nobuki, ca urmare a faptului că mai mulți locuitori actuali din Netanya sunt descendenți ai evreilor lituanieni care au scăpat de genocid cu ajutorul diplomatului japonez.